# 肖特卡特島
肖特卡特島（英語：Shortcut Island）是南極洲的島嶼，位於昂韋爾島西南面，處於加米奇角東南面1.1公里，長0.64公里，該島嶼呈月牙形，現時由南極條約體系管理。